# Americovibone lanfrancoae
Americovibone lanfrancoae is een hooiwagen uit de familie Neopilionidae. De wetenschappelijke naam van Americovibone lanfrancoae gaat terug op G. S. Hunt & J. C. Cokendolpher.